# Haanrade

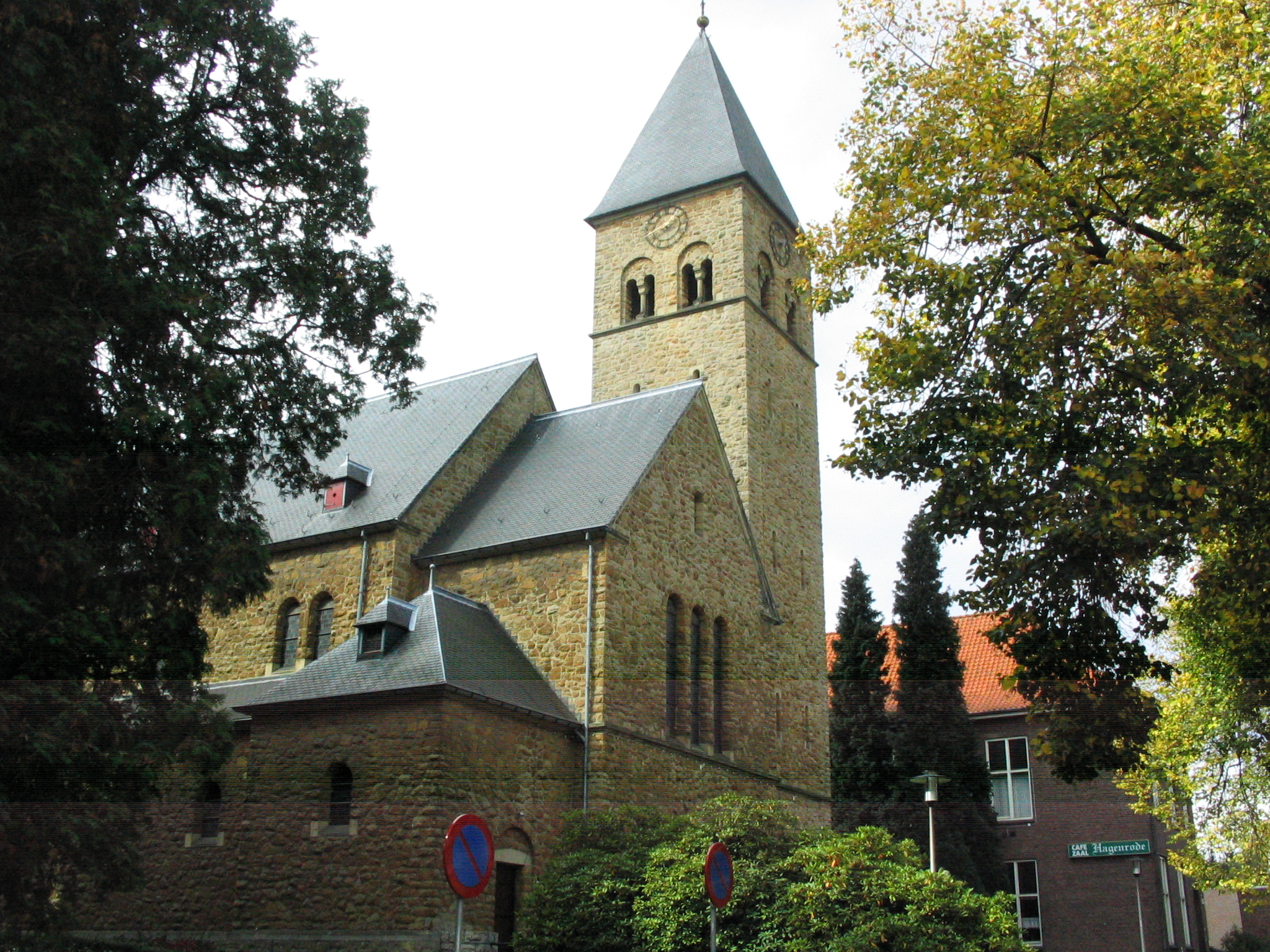
Die Heilig-Hart-van-Jezus-Kerk, Haanrade.

Haanrade (deutsch Haenrath) ist ein Ortsteil (niederländisch buurt) in der südostniederländischen Grenzgemeinde Kerkrade.
Erstmals erwähnt wurde der Ort als Hagenrode in den Annales Rodenses, einer mittelalterlichen Handschrift der nahe gelegenen Abtei Klosterrath (Abtei Rolduc). Der Ortsteil liegt im Nordosten Kerkrades westlich der Wurm im Wurmtal. Sehenswert ist die dortige Kirche Heilig Hart van Jezus, erbaut im Jahre 1931. Ihr äußeres Mauerwerk besteht fast vollständig aus Kunrader Naturstein, wie er in Südlimburg gewonnen wurde.
Wirtschaftlich bedeutend waren im 20. Jahrhundert der Grenzübergang nach Deutschland sowie ein kleiner Braunkohlentagebau (siehe Limburger Revier) im Westen des Ortes. Haanrade ist heute eine Wohnsiedlung mit Naherholungs- und Sportanlagen und einem regen Vereinsleben. Gewerbebetriebe befinden sich dort, abgesehen von wenigen Dienstleistungen, kaum.